# Theodorus van Roosmalen
Theodorus Antonius Leonardus Maria van Roosmalen ('s-Hertogenbosch, 27 juli 1875 – Paramaribo, 9 juni 1957) was een Nederlands rooms-katholiek geestelijke. Hij was 32 jaar apostolisch vicaris van Nederlands Guyana (Suriname).

## Kerkelijke loopbaan

### Nederland
Van Roosmalen trad in 1896 toe tot de Congregatie van de Allerheiligste Verlosser (Redemptoristen), studeerde in Roermond en Wittem waar in het Redemptoristenklooster van Wittem een grootseminarie gevestigd was, en werd op 8 oktober 1901 tot priester gewijd door de hulpbisschop van Keulen en latere kardinaal Anton II Fischer. Daarna was hij als volksmissionaris actief in Rotterdam.

### Brazilië
In mei 1904 ging Van Roosmalen als missionaris naar Brazilië waar hij werkzaam was in de nieuwe missiestatie van Curvelo. In de Braziliaanse stad Juiz de Fora (in het zuiden van de deelstaat Minas Gerais) werd hij in 1909 rector van de missiestatie in die stad. 

### Suriname
Op 5 september 1911 werd de toen pas 36-jarige pater Van Roosmalen benoemd tot apostolisch vicaris van Suriname en titulair bisschop van Antigonea. Suriname was in 1842 een apostolisch vicariaat geworden en het zou nog tot 1958 duren voordat Suriname een bisdom werd. Sinds 1865 toen Paus Pius IX de Surinaamse missie had opgedragen aan de Redemptoristen waren alle apostolisch vicarissen van deze congregatie geweest. Op 15 november 1911 kreeg Van Roosmalen in de Sint-Janskathedraal van 's-Hertogenbosch zijn bisschopswijding waarna hij vertrok naar Suriname waar hij begin januari 1912 aankwam.
In die Nederlandse kolonie was Van Roosmalen betrokken bij de uitbreiding van het St.Vincentius Ziekenhuis en de oprichting van de St.Leonardus jongensschool in Paramaribo. In zijn ambtsperiode werden verder onder meer opgericht de St.Janschool in Saramacca, een R.K. meisjesschool in Coronie en een eerste schooltje voor Surinaamse 'Boschnegerkinderen', in Tamarin aan de Cottica. 

### Emeraat en overlijden
In 1939 ging Van Roosmalen op verlof naar Nederland en werd Stephanus Kuijpers aangewezen als zijn tijdelijke vervanger (provicaris). Vanwege de Tweede Wereldoorlog kon Van Roosmalen aan het einde van zijn verlof niet meer terugkeren en moest hij dus noodgedwongen in Nederland blijven. Vervolgens ging Van Roosmalen, op 23 juni 1943, met emeritaat.
Van Roosmalen overleed te Paramaribo op 81-jarige leeftijd.

## Vernoemingen
Den Bosch kent het Monseigneur van Roosmalenplein; Paramaribo, Venray en Helmond een Van Roosmalenstraat.